# 1175 Margo
1175 Margo је астероид са средњом удаљеношћу од Сунца која износи 3,216 астрономских јединица (АЈ).
Апсолутна магнитуда астероида је 10,2 а геометријски албедо 0,106.